# Arbignieu
Arbignieu ist eine französische Ortschaft mit 559 Einwohnern (Stand 1. Januar 2022) im Département Ain in der Region Auvergne-Rhône-Alpes und gehörte zum Kanton Belley im gleichnamigen Arrondissement. Die bis zum 1. Januar 2016 bestehende Gemeinde Arbignieu ging durch ein Dekret vom 29. September 2015 in der Commune nouvelle Arboys en Bugey auf und ist seither deren Hauptort (Chef-lieu) und eine Commune déléguée.

## Geografie
Nachbargemeinden waren Saint-Germain-les-Paroisses im Nordwesten, Andert-et-Condon im Norden, Belley im Osten, Brens und Peyrieu im Südosten, Prémeyzel im Süden, Saint-Bois im Südwesten und Colomieu im Westen.

## Bevölkerungsentwicklung
| Jahr      | 1962 | 1968 | 1975 | 1982 | 1990 | 1999 | 2008 | 2013 |
| --------- | ---- | ---- | ---- | ---- | ---- | ---- | ---- | ---- |
| Einwohner | 391  | 321  | 317  | 363  | 387  | 431  | 473  | 495  |

## Weinbau
In Arbignieu gibt es zugelassene Rebflächen des Vin du Bugey.

## Persönlichkeiten
- François Prévôt, ein Bischof des 14. Jahrhunderts, hatte die örtliche Pfarrkirche als Pfrund inne.